# Каза Ботаци (Павија)
Каза Ботаци је насеље у Италији у округу Павија, региону Ломбардија.
Према процени из 2011. у насељу је живело 13 становника. Насеље се налази на надморској висини од 170 м.